# Nastasja Schunk
Nastasja Mariana Schunk (* 17. August 2003 in Mainz) ist eine deutsche Tennisspielerin.

## Karriere
Schunk begann mit fünf Jahren mit dem Tennisspielen und bevorzugt Sandplätze. Sie spielt bislang vor allem auf der ITF Women’s World Tennis Tour, auf der sie bislang drei Einzeltitel gewinnen konnte.
2018 gewann sie mit 14 Jahren die Baden-Württembergischen Meisterschaften der Damen.
2020 gewann sie an der Seite von Julia Middendorf den Titel im Doppel beim J1 Sviatopetrivske. Für das mit 25.000 US-Dollar dotierte AK Ladies Open 2020 in Altenkirchen erhielt sie für das Hauptfeld im Einzel eine Wildcard und zog mit einem 6:2 und 6:1-Sieg über Chiara Scholl ins Achtelfinale ein, wo sie dann aber Anna Zaja mit 0:6 und 6:74 unterlag.
Im Dezember 2020 wurde sie bei den Nationalen Deutschen Hallen-Tennismeisterschaften in Biberach deutsche Vizemeisterin bei den Damen.
Im Januar 2021 erhielt sie für das ebenfalls mit 25.000 US-Dollar dotierte Tennis Future Hamburg 2021 eine Wildcard für das Hauptfeld. Im Juli 2021 erreichte sie das Juniorinneneinzel in Wimbledon. Im Finale verlor sie gegen Ane Mintegi del Olmo mit 6:2, 4:6, und 1:6. Im August 2021 konnte sie beim 25.000 Dollar-Turnier im polnischen Bydgoszcz ihren ersten Titel gewinnen. Ein paar Wochen später gewann sie beim 25.000 Dollar-Turnier in Braunschweig ihren zweiten Titel.
Sie ist Mitglied im Porsche Talentteam des DTB.
Am 21. Mai 2022 rutschte sie bei den French Open aufgrund der Absage der Kroatin Ana Konjuh als „Lucky Loserin“ erstmals in ein Hauptfeld eines Grand-Slam-Turniers. In Wimbledon konnte sie nach Siegen über Miriam Kolodziejová, Jessica Pieri und Danielle Lao zum zweiten Mal, dieses Mal aber auf direktem Weg, das Hauptfeld eines Grand-Slams erreichen.
In der 2. Tennis-Bundesliga spielte sie 2019 für die MTG Mannheim. 2021 spielt sie für den TC BASF Ludwigshafen.

## Turniersiege

### Einzel
| Nr. | Datum           | Turnier      | Kategorie | Belag | Finalgegnerin     | Ergebnis              |
| --- | --------------- | ------------ | --------- | ----- | ----------------- | --------------------- |
| 1.  | 8. August 2021  | Bydgoszcz    | ITF W25   | Sand  | Darja Astachowa   | 4:6, 6:2, 6:0         |
| 2.  | 29. August 2021 | Braunschweig | ITF W25   | Sand  | Anna Klasen       | 6:3, 6:1              |
| 3.  | 31. Mai 2025    | Villach      | ITF W35   | Sand  | Sapfo Sakellaridi | 0:6, 6:3, 2:4 Aufgabe |

## Abschneiden bei Grand-Slam-Turnieren
angegeben ist die erreichte Runde

### Einzel
| Turnier         | 2022 | 2023 | 2024 | Karriere |
| --------------- | ---- | ---- | ---- | -------- |
| Australian Open | —    | —    | —    | —        |
| French Open     | 1    | —    | Q1   | 1        |
| Wimbledon       | 1    | —    | —    | 1        |
| US Open         | Q2   | —    | Q2   | —        |

Zeichenerklärung: S = Turniersieg; F, HF, VF, AF = Einzug ins Finale / Halbfinale / Viertelfinale / Achtelfinale; 1, 2, 3 = Ausscheiden in der 1. / 2. / 3. Hauptrunde; Q1, Q2, Q3 = Ausscheiden in der 1. / 2. / 3. Qualifikationsrunde; nicht ausgetragen

## Weltranglistenpositionen am Saisonende
| Jahr   | 2020 | 2021 | 2022 | 2023 | 2024 |
| ------ | ---- | ---- | ---- | ---- | ---- |
| Einzel | 943  | 294  | 215  | —    | 306  |
| Doppel | —    | 1322 | 500  | —    | 453  |